# Діно Дзофф
Ді́но Дзофф (італ. Dino Zoff; нар. 28 лютого 1942, Маріано-дель-Фрьюлі, Італія) — колишній італійський футбольний воротар, пізніше — футбольний тренер.
Лауреат Ювілейної нагороди УЄФА як найвидатніший італійський футболіст 50-річчя (1954—2003). Включений до переліку «100 найкращих футболістів світу», складеного у 2004 році на прохання ФІФА легендарним Пеле. Провів 112 офіційних матчів у складі збірної Італії, займаючи таким чином, станом на серпень 2010 року, третє місце серед гравців італійської збірної за кількістю ігор, проведених в її складі. Згідно з опитуванням, проведеним 2000 року Міжнародною федерацією футбольної історії і статистики, зайняв третє місце у списку найкращих воротарів XX сторіччя.
Шестиразовий чемпіон Італії, двічі володар Кубка УЄФА (одного разу як гравець і одного разу як тренер), у складі збірної Італії — чемпіон світу 1982 року та чемпіон Європи 1968 року. Багаторічний капітан національної команди Італії.

## Клубна кар'єра
Професійну кар'єру розпочав у 19-річному віці виступами за команду Серії A «Удінезе». Втім, в елітній лізі італійської першості в складі цього клубу провів лише 4 гри, оскільки наступного сезону «Удінезе» вибув до Серії B. Після одного повного сезону в Серії B повернувся до вищого дивізіону, перейшовши 1963 року до клубу «Мантова». Відіграв у цьому клубі 4 сезони, у тому числі й сезон 1965—1966, який команда через невдалі виступи у попередньому році також провела у другому за ієрархією національному дивізіоні.
1967 року змінив команду-аутсайдера Серії A на суттєво вищий за класом «Наполі», який на той час був регулярним претендентом на медалі чемпіонату. Провів у неаполітанській команді 5 сезонів, ставши за цей період одним з найнадійніших воротарів італійської першості, свідченням чого був перший виклик до національної збірної в 1968 році.
Перед початком сезону 1972—1973 голкіпер, якому на той час вже виповнилося 30 років, перейшов до «Ювентуса». Однак саме роки виступів в складі туринського клубу стали для Дзоффа періодом справжнього розквіту ігрової кар'єри. За 11 років гри за «Ювентус» гравець не пропустив жодної гри в Серії A — захищав ворота «Ювентуса» в усіх 30 матчах кожного з цих 11 сезонів. В складі команди з Турина Дзофф шість разів виборював чемпіонські титули, двічі ставав володарем Кубка Італії, а також виграв Кубок УЄФА сезону 1976-77.
Завершив активну ігрову кар'єру у віці 42 років, після закінчення сезону 1982—1983. До 2006 року залишався найбільш віковим воротарем в історії італійського футболу, що виступав в Серії A. В сезоні 2005—2006 це досягнення перевершив Марко Баллотта.

## Виступи за збірну

Дзофф (ліворуч), капітан збірної Італії, перед грою проти збірної Югославії 8 травня 1978 року.

Дебютував в складі національної збірної Італії 20 квітня 1968 року у грі відбіркового турніру до чемпіонату Європи проти збірної Болгарії. У червні того ж року відстояв у воротах національної команди в усіх 3 матчах італійців у фінальному турнірі тогорічної континентальної першості (півфінал, фінал та повторний фінальний матч), за результатами якої збірна Італії уперше в історії стала чемпіоном Європи.
Протягом наступних років тренерський штаб збірної використовував Дзоффа паралельно з іншим воротарем, Енріко Альбертозі. А вже починаючи з 1972 року Діно Дзофф став беззаперечним першим номером італійської команди. Був основним голкіпером збірної протягом наступних 11 років. Брав участь у фінальних турнірах чемпіонатів світу 1970, 1974 та 1978 років, а також чемпіонату Європи 1980 року.
Останнім великим турніром гравця, якому вже виповнилося 40 років, став чемпіонат світу 1982 року в Іспанії, під час фінальної частини якого Дзофф відстояв у воротах команди в усіх 7 іграх турніру, пропустивши 6 м'ячів. У фінальному матчі турніру італійці переграли збірну ФРН та втретє в історії стали найсильнішою командою світу.
Протягом тривалого періоду Дзофф був рекордсменом збірної Італії як за загальною кількістю офіційних матчів, проведених у її складі (112), так й за кількістю таких матчів, проведених як капітан команди (59). Наразі, станом на серпень 2010 року займає третє місце за першим показником та четверте — за другим.
Протягом 1972—1994 років Дзофф також встановив світовий рекорд з тривалості «сухої серії» в офіційних матчах національної збірної — за цей період суперники 1142 хвилини не могли забити гол у ворота, які він захищав.

## Тренерська діяльність
По завершенні ігрової кар'єри перебував на тренерській роботі, спочатку входив до тренерського штабу свого останнього клубу, «Ювентуса». 1988 року очолив цю команду, в сезоні 1989—90 привів її до перемог у розіграшах Кубка Італії та Кубка УЄФА. Попри ці досягнення у 1990 році був звільнений з посади в «Ювентусі» та приєднався до римського «Лаціо». Протягом 1990—1994 був головним тренером команди, згодом президентом клубу, з 1996 — знову головним тренером.
Протягом 1998—2000 років очолював тренерський штаб національної збірної Італії, готував команду до участі у чемпіонаті Європи 2000 року. Під час фінальної частини цієї континентальної першості італійці дійшли до фіналу, де у драматичному матчі поступилися збірній Франції. По завершенні турніру Дзофф подав у відставку з посади у збірній.
Повернувся до «Лаціо», звідки також невдовзі пішов після невдалого старту сезону 2001–02. 2005 року протягом нетривалого періоду очолював «Фіорентіну», якій допоміг зберегти місце в Серії A.

## Статистика виступів

### Статистика клубних виступів
| Сезон            | Клуб             | Чемпіонат | Чемпіонат | Чемпіонат |
| Сезон            | Клуб             | Ліга      | Ігор      | Голів     |
| ---------------- | ---------------- | --------- | --------- | --------- |
| 1961-62          | «Удінезе»        | A         | 4         | -9        |
| 1962-63          | «Удінезе»        | B         | 34        | -45       |
| 1963-64          | «Мантова»        | A         | 27        | -25       |
| 1964-65          | «Мантова»        | A         | 32        | -37       |
| 1965-66          | «Мантова»        | B         | 38        | -26       |
| 1966-67          | «Мантова»        | A         | 34        | -23       |
| 1967-68          | «Наполі»         | A         | 30        | -24       |
| 1968-69          | «Наполі»         | A         | 30        | -25       |
| 1969-70          | «Наполі»         | A         | 30        | -21       |
| 1970-71          | «Наполі»         | A         | 30        | -17       |
| 1971-72          | «Наполі»         | A         | 23        | -23       |
| 1972-73          | «Ювентус»        | A         | 30        | -22       |
| 1973-74          | «Ювентус»        | A         | 30        | -26       |
| 1974-75          | «Ювентус»        | A         | 30        | –         |
| 1975-76          | «Ювентус»        | A         | 30        | -24       |
| 1976-77          | «Ювентус»        | A         | 30        | –         |
| 1977-78          | «Ювентус»        | A         | 30        | -17       |
| 1978-79          | «Ювентус»        | A         | 30        | –         |
| 1979-80          | «Ювентус»        | A         | 30        | -25       |
| 1980-81          | «Ювентус»        | A         | 30        | -15       |
| 1981-82          | «Ювентус»        | A         | 30        | -14       |
| 1982-83          | «Ювентус»        | A         | 30        | -26       |
| Усього в Серії A | Усього в Серії A |           | 570       | -432      |

### Матчі за національну збірну
| Дата       | Місто           | Господарі        | Результат             | Гості          | Турнір                    | Голи | Примітки         |
| ---------- | --------------- | ---------------- | --------------------- | -------------- | ------------------------- | ---- | ---------------- |
| 20/04/1968 | Неаполь         | Італія           | 2 – 0                 | Болгарія       | Відбір до ЧЄ 1968         | -    |                  |
| 05/06/1968 | Неаполь         | Італія           | 0 – 0 д.ч.            | СРСР           | ЧЄ 1968 - півфінал        | -    |                  |
| 08/06/1968 | Рим             | Італія           | 1 – 1 д.ч.            | Югославія      | ЧЄ 1968 - Фінал           | -1   |                  |
| 10/06/1968 | Рим             | Італія           | 2 – 0                 | Югославія      | ЧЄ 1968 - Фінал           | -    | Чемпіони Європи  |
| 23/10/1968 | Кардіфф         | Уельс            | 0 – 1                 | Італія         | Відбір до ЧС 1970         | -    |                  |
| 01/01/1969 | Мехіко          | Мексика          | 2 – 3                 | Італія         | товариський матч          | -2   |                  |
| 29/03/1969 | Східний Берлін  | НДР              | 2 – 2                 | Італія         | Відбір до ЧС 1970         | -2   |                  |
| 24/05/1969 | Турин           | Італія           | 0 – 0                 | Болгарія       | товариський матч          | -    |                  |
| 22/11/1969 | Неаполь         | Італія           | 3 – 0                 | НДР            | Відбір до ЧС 1970         | -    |                  |
| 21/02/1970 | Мадрид          | Іспанія          | 2 – 2                 | Італія         | товариський матч          | -2   |                  |
| 17/10/1970 | Берн            | Швейцарія        | 1 – 1                 | Італія         | товариський матч          | -    | вийшов на 46'    |
| 20/02/1971 | Кальярі         | Італія           | 1 – 2                 | Іспанія        | товариський матч          | -2   |                  |
| 10/05/1971 | Дублін          | Ірландія         | 1 – 2                 | Італія         | Відбір до ЧЄ 1972         | -1   |                  |
| 09/06/1971 | Стокгольм       | Швеція           | 0 – 0                 | Італія         | Відбір до ЧЄ 1972         | -    |                  |
| 25/09/1971 | Генуя           | Італія           | 2 – 0                 | Мексика        | товариський матч          | -    |                  |
| 09/10/1971 | Мілан           | Італія           | 3 – 0                 | Швеція         | Відбір до ЧЄ 1972         | -    | замінений на 45' |
| 20/11/1971 | Рим             | Італія           | 2 – 2                 | Австрія        | Відбір до ЧЄ 1972         | -2   |                  |
| 04/03/1972 | Афіни           | Греція           | 2 – 1                 | Італія         | товариський матч          | -2   |                  |
| 17/06/1972 | Бухарест        | Румунія          | 3 – 3                 | Італія         | товариський матч          | -3   |                  |
| 20/09/1972 | Турин           | Італія           | 3 – 1                 | Югославія      | товариський матч          | -1   |                  |
| 07/10/1972 | Люксембург      | Люксембург       | 0 – 4                 | Італія         | Відбір до ЧС 1974         | -    |                  |
| 21/10/1972 | Берн            | Швейцарія        | 0 – 0                 | Італія         | Відбір до ЧС 1974         | -    |                  |
| 13/01/1973 | Неаполь         | Італія           | 0 – 0                 | Туреччина      | Відбір до ЧС 1974         | -    |                  |
| 25/02/1973 | Стамбул         | Туреччина        | 0 – 1                 | Італія         | Відбір до ЧС 1974         | -    |                  |
| 31/03/1973 | Генуя           | Італія           | 5 – 0                 | Люксембург     | Відбір до ЧС 1974         | -    |                  |
| 09/06/1973 | Рим             | Італія           | 2 – 0                 | Бразилія       | товариський матч          | -    |                  |
| 14/06/1973 | Турин           | Італія           | 2 – 0                 | Англія         | товариський матч          | -    |                  |
| 29/09/1973 | Мілан           | Італія           | 2 – 0                 | Швеція         | товариський матч          | -    |                  |
| 20/10/1973 | Рим             | Італія           | 2 – 0                 | Швейцарія      | Відбір до ЧС 1974         | -    |                  |
| 14/11/1973 | Лондон          | Англія           | 0 – 1                 | Італія         | товариський матч          | -    |                  |
| 26/02/1974 | Рим             | Італія           | 0 – 0                 | ФРН            | товариський матч          | -    |                  |
| 08/06/1974 | Відень          | Австрія          | 0 – 0                 | Італія         | товариський матч          | -    |                  |
| 15/06/1974 | Мюнхен          | Італія           | 3 – 1                 | Гаїті          | ЧС 1974 - 1-й етап        | -1   |                  |
| 19/06/1974 | Штутгарт        | Італія           | 1 – 1                 | Аргентина      | ЧС 1974 - 1-й етап        | -1   |                  |
| 23/06/1974 | Штутгарт        | Польща           | 2 – 1                 | Італія         | ЧС 1974 - 1-й етап        | -2   |                  |
| 28/09/1974 | Загреб          | Югославія        | 1 – 0                 | Італія         | товариський матч          | -1   |                  |
| 20/11/1974 | Роттердам       | Нідерланди       | 3 – 1                 | Італія         | Відбір до ЧЄ 1976         | -3   |                  |
| 29/12/1974 | Генуя           | Італія           | 0 – 0                 | Болгарія       | товариський матч          | -    |                  |
| 19/04/1975 | Рим             | Італія           | 0 – 0                 | Польща         | Відбір до ЧЄ 1976         | -    |                  |
| 05/06/1975 | Гельсінкі       | Фінляндія        | 0 – 1                 | Італія         | Відбір до ЧЄ 1976         | -    |                  |
| 08/06/1975 | Москва          | СРСР             | 1 – 0                 | Італія         | товариський матч          | -1   |                  |
| 27/09/1975 | Рим             | Італія           | 0 – 0                 | Фінляндія      | Відбір до ЧЄ 1976         | -    |                  |
| 26/10/1975 | Варшава         | Польща           | 0 – 0                 | Італія         | Відбір до ЧЄ 1976         | -    |                  |
| 22/11/1975 | Рим             | Італія           | 1 – 0                 | Нідерланди     | Відбір до ЧЄ 1976         | -    |                  |
| 30/12/1975 | Флоренція       | Італія           | 3 – 2                 | Греція         | товариський матч          | -2   |                  |
| 07/04/1976 | Турин           | Італія           | 3 – 1                 | Португалія     | товариський матч          | -1   |                  |
| 23/05/1976 | Вашингтон       | США              | 0 – 4                 | Італія         | товариський матч          | -    |                  |
| 28/05/1976 | Нью-Йорк        | Англія           | 3 – 2                 | Італія         | товариський матч          | -3   |                  |
| 31/05/1976 | Нью-Гейвен      | Бразилія         | 4 – 1                 | Італія         | товариський матч          | -4   |                  |
| 05/06/1976 | Мілан           | Італія           | 4 – 2                 | Румунія        | товариський матч          | -2   |                  |
| 22/09/1976 | Копенгаген      | Данія            | 0 – 1                 | Італія         | товариський матч          | -    |                  |
| 25/09/1976 | Рим             | Італія           | 3 – 0                 | Югославія      | товариський матч          | -    |                  |
| 16/10/1976 | Люксембург      | Люксембург       | 1 – 4                 | Італія         | Відбір до ЧС 1978         | -1   |                  |
| 17/11/1976 | Рим             | Італія           | 2 – 0                 | Англія         | Відбір до ЧС 1978         | -    |                  |
| 22/12/1976 | Лісабон         | Португалія       | 2 – 1                 | Італія         | товариський матч          | -2   |                  |
| 26/01/1977 | Рим             | Італія           | 2 – 1                 | Бельгія        | товариський матч          | -    | замінений на 45' |
| 08/06/1977 | Гельсінкі       | Фінляндія        | 0 – 3                 | Італія         | Відбір до ЧС 1978         | -    |                  |
| 08/10/1977 | Західний Берлін | ФРН              | 2 – 1                 | Італія         | товариський матч          | -2   |                  |
| 15/10/1977 | Турин           | Італія           | 6 – 1                 | Фінляндія      | Відбір до ЧС 1978         | -1   |                  |
| 16/11/1977 | Лондон          | Англія           | 2 – 0                 | Італія         | Відбір до ЧС 1978         | -2   |                  |
| 03/12/1977 | Рим             | Італія           | 3 – 0                 | Люксембург     | Відбір до ЧС 1978         | -    |                  |
| 08/02/1978 | Неаполь         | Італія           | 2 – 2                 | Франція        | товариський матч          | -2   |                  |
| 08/05/1978 | Рим             | Італія           | 0 – 0                 | Югославія      | товариський матч          | -    |                  |
| 02/06/1978 | Мар-дель-Плата  | Італія           | 2 – 1                 | Франція        | ЧС 1978 - 1-й етап        | -1   |                  |
| 06/06/1978 | Мар-дель-Плата  | Італія           | 3 – 1                 | Угорщина       | ЧС 1978 - 1-й етап        | -1   |                  |
| 10/06/1978 | Буенос-Айрес    | Італія           | 1 – 0                 | Аргентина      | ЧС 1978 - 1-й етап        | -    |                  |
| 14/06/1978 | Буенос-Айрес    | ФРН              | 0 – 0                 | Італія         | ЧС 1978 - 2-й етап        | -    |                  |
| 18/06/1978 | Буенос-Айрес    | Італія           | 1 – 0                 | Австрія        | ЧС 1978 - 2-й етап        | -    |                  |
| 21/06/1978 | Буенос-Айрес    | Нідерланди       | 2 – 1                 | Італія         | ЧС 1978 - 2-й етап        | -2   |                  |
| 24/06/1978 | Буенос-Айрес    | Бразилія         | 2 – 1                 | Італія         | ЧС 1978 - матч за 3 місце | -2   | 4-е місце        |
| 20/09/1978 | Турин           | Італія           | 1 – 0                 | Болгарія       | товариський матч          | -    |                  |
| 08/11/1978 | Братислава      | Чехословаччина   | 3 – 0                 | Італія         | товариський матч          | -3   |                  |
| 21/12/1978 | Рим             | Італія           | 1 – 0                 | Іспанія        | товариський матч          | -    | замінений на 45' |
| 24/02/1979 | Мілан           | Італія           | 3 – 0                 | Нідерланди     | товариський матч          | -    | замінений на 45' |
| 26/05/1979 | Рим             | Італія           | 2 – 2                 | Аргентина      | товариський матч          | -2   |                  |
| 26/09/1979 | Флоренція       | Італія           | 1 – 0                 | Швеція         | товариський матч          | -    | замінений на 45' |
| 17/11/1979 | Удіне           | Італія           | 2 – 0                 | Швейцарія      | товариський матч          | -    | замінений на 45' |
| 16/02/1980 | Неаполь         | Італія           | 2 – 1                 | Румунія        | товариський матч          | -1   | замінений на 45' |
| 15/03/1980 | Мілан           | Італія           | 1 – 0                 | Уругвай        | товариський матч          | -    | замінений на 45' |
| 19/04/1980 | Турин           | Італія           | 2 – 2                 | Польща         | товариський матч          | -2   | замінений на 45' |
| 12/06/1980 | Мілан           | Італія           | 0 – 0                 | Іспанія        | ЧЄ 1980 - 1-й етап        | -    |                  |
| 15/06/1980 | Турин           | Італія           | 1 – 0                 | Англія         | ЧЄ 1980 - 1-й етап        | -    |                  |
| 18/06/1980 | Рим             | Італія           | 0 – 0                 | Бельгія        | ЧЄ 1980 - 1-й етап        | -    |                  |
| 21/06/1980 | Неаполь         | Чехословаччина   | 1 – 1 д.ч. (9-8 п.п.) | Італія         | ЧЄ 1980 - матч за 3 місце | -1   | 4-е місце        |
| 24/09/1980 | Генуя           | Італія           | 3 – 1                 | Португалія     | товариський матч          | -    | замінений на 45' |
| 11/10/1980 | Люксембург      | Люксембург       | 0 – 2                 | Італія         | Відбір до ЧС 1982         | -    |                  |
| 01/11/1980 | Рим             | Італія           | 2 – 0                 | Данія          | Відбір до ЧС 1982         | -    |                  |
| 15/11/1980 | Турин           | Італія           | 2 – 0                 | Югославія      | Відбір до ЧС 1982         | -    |                  |
| 06/12/1980 | Афіни           | Греція           | 0 – 2                 | Італія         | Відбір до ЧС 1982         | -    |                  |
| 25/02/1981 | Рим             | Італія           | 0 – 3                 | Європа         | товариський матч          | -1   | замінений на 45' |
| 19/04/1981 | Удіне           | Італія           | 0 – 0                 | НДР            | товариський матч          | -    |                  |
| 03/06/1981 | Копенгаген      | Данія            | 3 – 1                 | Італія         | Відбір до ЧС 1982         | -3   |                  |
| 23/09/1981 | Болонья         | Італія           | 3 – 2                 | Болгарія       | товариський матч          | -    | замінений на 45' |
| 17/10/1981 | Белград         | Югославія        | 1 – 1                 | Італія         | Відбір до ЧС 1982         | -1   |                  |
| 14/11/1981 | Турин           | Італія           | 1 – 1                 | Греція         | Відбір до ЧС 1982         | -1   |                  |
| 05/12/1981 | Неаполь         | Італія           | 1 – 0                 | Люксембург     | Відбір до ЧЄ 1984         | -    |                  |
| 23/02/1982 | Париж           | Франція          | 2 – 0                 | Італія         | товариський матч          | -1   | замінений на 45' |
| 14/04/1982 | Лейпциг         | НДР              | 1 – 0                 | Італія         | товариський матч          | -1   | замінений на 45' |
| 28/05/1982 | Женева          | Швейцарія        | 1 – 1                 | Італія         | товариський матч          | -    | замінений на 45' |
| 14/06/1982 | Віґо            | Італія           | 0 – 0                 | Польща         | ЧС 1982 - 1-й етап        | -    |                  |
| 18/06/1982 | Віґо            | Італія           | 1 – 1                 | Перу           | ЧС 1982 - 1-й етап        | -1   |                  |
| 23/06/1982 | Віґо            | Італія           | 1 – 1                 | Камерун        | ЧС 1982 - 1-й етап        | -1   |                  |
| 29/06/1982 | Барселона       | Італія           | 2 – 1                 | Аргентина      | ЧС 1982 - 2-й етап        | -1   |                  |
| 05/07/1982 | Барселона       | Італія           | 3 – 2                 | Бразилія       | ЧС 1982 - 2-й етап        | -2   |                  |
| 08/07/1982 | Барселона       | Італія           | 2 – 0                 | Польща         | ЧС 1982 - півфінал        | -    |                  |
| 11/07/1982 | Мадрид          | Італія           | 3 – 1                 | ФРН            | ЧС 1982 - Фінал           | -1   | Чемпіони світу   |
| 27/10/1982 | Рим             | Італія           | 0 – 1                 | Швейцарія      | товариський матч          | -    | замінений на 45' |
| 13/11/1982 | Мілан           | Італія           | 2 – 2                 | Чехословаччина | Відбір до ЧЄ 1984         | -2   |                  |
| 04/12/1982 | Флоренція       | Італія           | 0 – 0                 | Румунія        | Відбір до ЧЄ 1984         | -    |                  |
| 12/02/1983 | Лімасол         | Кіпр             | 1 – 1                 | Італія         | Відбір до ЧЄ 1984         | -1   |                  |
| 16/04/1983 | Бухарест        | Румунія          | 1 – 0                 | Італія         | Відбір до ЧЄ 1984         | -1   |                  |
| 29/05/1983 | Гетеборг        | Швеція           | 2 – 0                 | Італія         | Відбір до ЧЄ 1984         | -2   |                  |
| Усього     |                 | Матчів (3 місце) | 112                   |                | Голів                     | -84  |                  |

## Досягнення та нагороди

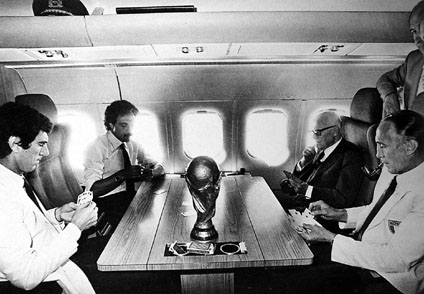
Діно Дзофф (ліворуч) з Кубком світу 1982 року

### Як гравця
Ювентус:
- Чемпіон Італії (6): 1972-73, 1974-75, 1976-77, 1977-78, 1980-81, 1981-82
- Володар Кубка Італії (2): 1978-79, 1982-83
- Володар Кубка УЄФА: 1976-77

Збірна Італії:
- Чемпіон світу: 1982
- Віце-чемпіон світу: 1970
- Чемпіон Європи: 1968
- Переможець Середземноморських ігор: 1963

### Як тренера
Ювентус:
- Володар Кубка Італії: 1989-90
- Володар Кубка УЄФА: 1989-90

Збірна Італії:
- Срібний призер чемпіонату Європи: 2000

### Особисті
- Найвидатніший італійський футболіст 50-річчя (1954—2003)
- Внесений до переліку ФІФА 100 (125 найкращих гравців світу за версією Пеле)
- Третє місце у списку найкращих воротарів XX сторіччя за версією IFFHS.
- Командор Ордену «За заслуги перед Італійською Республікою» (1982)[1]
- Великий офіцер Ордену «За заслуги перед Італійською Республікою» (2000)[2]
- Кавалер Ордена ФІФА «За заслуги» (1995);